# 괴베클리 테페
괴베클리 테페(튀르키예어: Göbekli Tepe [gœbecˈli teˈpe][*]→배불뚝이 언덕)는 튀르키예 동남아나톨리아 지역의 산맥 능선 꼭대기에 있는 유적지다. 샨르우르파 북동쪽으로 12 킬로미터 떨어진 지점에 위치해 있다. 유구의 높이는 15m이며 직경은 300m 정도이다. 해발고도는 대략 760m이다.
클라우스 슈미트(Klaus Schmidt)가 이끄는 독일 발굴진이 1996년부터 슈미트가 사망한 2014년까지 발굴을 진행했다. 조사 결과, 유적 안에는 대략 기원전 10,000년에서 8,000년 전에 지어진 건축물들이 섞여 있고, 사회적 혹은 종교적 중심지였던 것으로 추정된다. 가장 오래된 유적은 거대한 T자 모양 돌기둥들인데, 토기 없는 신석기 시대(PPNA)에 지어진 것으로서 세계에서 가장 오래된 거석 유적이다. 현재까지 발굴된 바에 따르면, 약 200개에 달하는 돌기둥들이 20여 개의 원을 이루고 있는데, 각각의 기둥의 높이는 대략 6m이고, 무게는 20t이다. 기둥들은 모두 기반암을 다듬어 만든 받침대에 박혀있다. 유적 또 다른 부분은 토기 없는 신석기 시대(PPNB)에 지어졌는데, 이 부분에 서 있는 기둥들은 비교적 작고, 손질한 석회암을 바닥에 깐 직사각형의 방들 위에 세워져 있다.
이 장소가 지어진 목적은 아직도 밝혀지지 않았다. 독일 발굴진들이 클라우스 슈미트의 감독 아래 1996년부터 2014년까지 발굴을 진행했고, 2018년에 유네스코 세계문화유산에 등재되었다.

## 발견
괴베클리 테페는 1963년 이스탄불 대학과 시카고 대학의 합동 조사에 의해 발견되었다. 미국의 고고학자 피터 베네딕트에 의해 석조 유물들과 T자 모양의 거석의 윗부분들이 발견되었으나, 그가 이 것들을 비잔틴 시대의 무덤으로 착각하며 조사가 미루어지게 되었다. 괴베클리 테페는 오랜 시간동안 농경지 한가운데에 위치하고 있었고, 오랜 세월이 흐르며 농부들이 암석을 옮기거나 깨뜨리며 유적의 훼손이 점차적으로 진행되었기때문이다.
1994년에 클라우스 슈미트가 새로운 발견거리를 찾고자 하였고, 우연히 시카고 대학에서 출간한 괴베클리 테페에 관한 보고서를 보고 흥미를 느껴 이 지역을 발굴하기로 결심하였다. 그는 경험을 통하여 괴베클리 테페의 유적들이 선사 시대의 유적임을 직감하였고, 곧바로 발굴 작업에 착수하여 얼마 지나지 않아 T자 모양의 돌기둥들을 발견하였다.

## 추정되는 건축 시기
괴베클리 테페의 추정되는 건축 시기는 수없는 세월을 거슬러 올라간다. 이는 최소한 신석기시대 전으로 올라가는데, 가장 오래된 건물은 기원전 1만년 전에 지어진 것으로 추정되며, 그보다 조금 작은 석조 건축물들은 살짝 늦은 기원전 9000년에 지어진 것으로 알려졌다. 이와 같은 측정은 동위원소 연대 측정법에 의해 구해진 것이며, 유적의 가장 아래쪽에 있는 탄소를 분석하여 나온 것이다. 또한 기둥 표면에 있는 탄산염을 긁어내어 추정한 예측치도 있는데, 이는 이 유적이 땅이 묻히고 난 후의 시간만 측정한 것이기 때문에, 유적의 실제 나이는 그보다도 더 오래되었을 것이라 생각할 수 있다.

## 구조
괴베클리 테페는 평평하고 황량한 고원 위에 세워져 있고, 유적은 이 고원 곳곳에 흩어져 있다. 괴베클리 테페는 총 3개의 층으로 이루어져 있고, 각각 다른 시기에 지어진 유적들이 있다. 참고로 고원 북쪽에는 산맥이 있다. 고원의 황량한 분위기에도 불구하고, 이 곳의 능선에는 인류가 살았던 흔적들이 많이 남겨져 있다. 고원의 언덕 남쪽에는 뽕나무들이 심겨 있어 무슬림들의 순례길이었음을 알 수 있으며, 고원 곳곳에서 고고학적 유물들이 쏟아져 나오고 있다. 발굴팀은 이 곳에서 당시에 사용했던 도구들까지도 발견했다.

### 고원
고원은 세월이 흐르며 풍화와 채굴에 의해 변화되었다. 고원 남쪽에는 고대 채석장들의 유적이 있으며, 고대 로마 제국의 군사 기지의 유적 또한 존재한다. 고원에 있는 대부분의 유적들은 신석기 시대에 지어진 것으로, 거의 암벽에서 직육면체 모양의 돌들을 떼낸 자국이다. 이 채석장 유적들에서는 아직 세워지지 않은 3개의 거대한 T자 모양의 거석들이 발견되었으며, 그들 중 가장 거대한 것은 북부 고원에 있다. 길이는 약 7m이고, 가로로는 약 3m이다. 나머지 2개의 미완성 거석들은 남부 고원에 남겨져 있다.
언덕의 남쪽에서는 사자 모습을 하고 있는 석상이 발굴되었는데, 그와 함께 부싯돌과 석회암 조각들도 발견되었다. 이를 통해 이 곳이 일종의 조각 작업장이었음을 알 수 있다.

### 지하 3층
이 층은 괴베클리 테페 유적 전체에서 가장 오래된 층인데, 원형의 구조물들이 나타나고, 그 직경은 약 10~30m이다. 이 곳의 가장 주목할 만한 특징은 원형의 벽 안쪽에 거친 돌로 만들어진 거대한 T자 모양의 돌들이 세워져 있다는 것이다. 이러한 원형의 구조물들은 모두 약 20개가 땅 속에 묻혀 있었던 것으로 알려졌고, 이 구조물들을 각각 8개의 석조 기둥들이 둘러싸고 있어 모두 약 200개에 달하는 돌기둥들이 세워져 있다. 이 구조물들을 이루는 석판들은 약 100m정도 떨어져 있는 기반암에서 떼내었고, 인부들은 이 작업을 하기 위하여 끌로 바위를 쪼아낸 것으로 생각된다.
2개의 거대한 바위가 서로 마주보며 구조물의 중심에 서있는데, 이 구조물들이 천장을 가지고 있었는지에 대한 여부는 불투명하다. 구조물의 내부에는 앉기 위한 용도로 만들어진 돌의자들이 만들어져 있으며, 모든 석조 건축물들은 추상적인 그림, 동물들을 형상화한 돋을새김으로 화려하게 장식되어 있다. 이 장식들은 신석기 시대에 광범위하게 숭배된 애니미즘의 경향을 띠고 있으며, 사자, 황소와 같은 포유류들과 함께 파충류들까지도 새겨져 있다. 또한 곤충, 새(특히 독수리)와 같은 것들까지 새겨져 있다. 황량한 고원의 건축물에 이와 같은 생명체들이 새겨져 있었던 이유로는, 당시에는 이 고원이 황량한 사막이 아니었고 오히려 울창한 숲이었다는 것이 유력한 주장이다. 하지만 몇 천년에 이은 인간 문명의 정착과 농경의 확산으로 인해 토지가 황폐화되면서 지금과 같은 사막으로 바뀌었다는 것이다.
괴베클리 테페에는 오히려 인간의 형상을 띤 조각들은 많이 발견되지 않았다. 몇몇 T자 모양 돌기둥 하부에는 인간의 팔이 조각되어 있는데, 이는 신과 정령을 상징한 것으로 생각된다. 또한 상단에 있는 석재 들보는 사람의 어깨를 뜻한다고 생각되는데, 이와 같은 장식들이 초자연적인 인간을 숭배한 것인지, 조상을 떠받드는 목적으로 만들어진 것에 대해서는 아직까지 불분명하다.

### 지하 2층
2층에는 3층에 있는 원형 구조물로 통하는 직사각형 모양의 방들이 지어져 있다. 이 방들은 3층의 원형 구조물들에 비해 더 정교하게 만들어져 있는데, 신석기 시대 기술의 발전으로 인한 것으로 추정된다. 그렇다 하여도 T자 모양의 거석들이 여전히 2층에서도 발견된 것으로 보아, 이 곳이 여전히 동일한 기능을 수행하였음을 알 수 있다. 이 곳의 방들은 직사각형의 모습으로, 문과 창문이 둘다 존재하지 않고, 다만 바닥에는 광택을 낸 석회암들이 깔려 있다. 탄소 연대 측정법에 따르면 이 곳이 약 기원전 8000년 전에 지어진 것으로 전해진다. 1.5m에 달하는 T자 모양의 기둥들이 이 방의 중앙에서 천장을 떠받치고 있었는데, 한 기둥에는 싸우고 있는 사자들의 모습이 새겨져 있다.
북아메리카 인디언들의 토템 폴을 닮은 돌기둥이 2010년에 2층에서 발굴되었다. 1.92m의 높이를 갖고 있으며, 3개의 형상이 조각되어 있다. 맨 위에는 곰을 닮은 맹수의 모습이, 그 아래쪽에는 인간의 모습이 조각되어 있다. 하나 이 돌기둥이 파손되어 있었기 때문에, 이에 대한 정확한 해석은 아직 나오지 않았다. 참고로 괴베클리 테페에는 인간의 몸에 동물의 머리를 갖고 있는 조각들도 출토되었다.

### 지하 1층
1층은 괴베클리 테페 유적에서 가장 위쪽에 있는 부분이다. 농사와 풍화작용으로 인해 가장 심하게 파괴된 부분이기도 하다. 이 장소는 기원전 8000년에 고의적으로 다시 묻혔고, 아직까지 그 이유에 대해서는 알 수 없다.

## 해석
유적의 발굴자 클라우스 슈미트는 이 곳이 신석기 시대의 성소였을 가능성을 제기하였다. 그는 이 곳을 세계에서 가장 오래된 성전이라고 믿었으며, 약 150km 떨어진 곳에서도 순례자들을 끌어들일 정도의 명성을 갖고 있었다고 생각했다. 유적지 근처에서 발견된 사슴과 가젤의 뼈는 당시 이 곳을 순례하러 온 참배자들이 바친 공물의 일부라고 주장하였다.
슈미트는 괴베클리 테페가 망자들을 위한 안식처라 생각하였고, 이 곳에 조각된 동물들은 죽은 자들을 수호하는 신들이라 생각하였다. 이 곳에서 무덤이 발견된 적은 없었지만, 슈미트는 유적지 뒤쪽에 있는 벽 틈새에서 유해가 발견될 것이라 기대하였다.
2017년에 이 곳에서 쪼개진 두개골이 발굴되었다.
학자들에 따르면, 이 곳 근처에서 거주한 사람들이 곡물을 처음으로 재배해 먹었다고 한다. 유적에서 30km 떨어진 곳에서 야생 밀의 흔적이 발견되었고, DNA 분석 결과 현재 우리가 먹는 밀의 조상 격이라 한다고 한다. 이로 인해 이 곳이 현재까지 알려진 밀 재배의 발상지일 확률이 더더욱 높아졌다.

## 유적의 중요성
괴베클리 테페는 현재 우리가 알 수 있는 선사 시대의 상식을 완전히 뒤바꾸어 놓을 수 있는 중요한 발견이다. 미개한 것으로 알려졌던 선사 시대의 수렵채집인들이 정착하여 한 곳에 거대한 유적을 지을 수 있었다는 것은 현재 우리의 상식에 직접적으로 어긋난다. 어떤 학자들은 괴베클리 테페가 도시 문명의 발전에 기여했을 것으로 생각하기도 하지만, 클라우스 슈미트는 '사원이 도시보다 먼저 지어졌다.'라고 하였다.
현재까지 발굴된 신석기 시대의 유적에는 이와 필적할 만한 유적이 전혀 존재하지 않으며, 이는 괴베클리 테페의 중요성을 더더욱 부각시킨다. 고원 주위에도 괴베클리 테페와 비슷한 모습을 띠고 있는 소규모 유적들이 군데군데 흩어져 있는데, 학자들은 이를 통하여 지역 신앙이 고원 주위 전체에 퍼져있었고, 괴베클리 테페가 그 중심부였을 가능성을 제시했다. 또한 괴베클리 테페가 가장 오래된 유적인 점을 들어, 이 민간 신앙이 이 곳을 중심으로 발전하여 차근차근 주변부로 퍼져나갔을 가능성이 높다고 주장하였다.
괴베클리 테페는 현대 고고학계에 상당히 심오한 질문을 불러일으키는 존재이다. 얼마나 많은 인원이 이 것을 짓기 위해 동원되었는지, 얼마나 오랜 시간을 들여 지어졌는지, 또한 어떻게 이와 같은 대공사가 수렵채집인들의 시대에 진행될 수 있었는지는 여전히 미궁 속에 들어있다. 고고학자들은 현재 괴베클리 테페의 돌기둥에 새겨져 있는 조각들에 대해서도 알지 못하며, 그 어떤 제대로 된 가설들도 내놓지 못하고 있다. 다만 예측되는 바로는 이곳이 일종의 거대한 마을 회관 같은 역할을 하였고, 이때문에 화려한 조각들이 새겨져 있었을 뿐더러 그 어떤 무덤도 그 안에서 발견되지 않았던 것이라는 설이 있다. 하지만 왜 이곳이 묻혀지고 잊혀졌는지, 왜 유적의 돌들이 주기적으로 교체되었는지는 그 아무도 알 수 없다.
전체적으로, 괴베클리 테페의 존재와 그 목적은 모두 베일 속에 싸여 있다.

## 보존
이 중요한 유적을 보존시키기 위해, 정부는 차후에 이 곳에 박물관을 세우고 역사적 유적지로 개발하는 계획을 가지고 있다. 2010년에 한 재단은 괴베클리 테페를 보존하기 위한 장기간 계획을 수립하였고, 이 계획에는 튀르키예 정부와 클라우스 슈미트도 참여하였다.
이 계획의 목표로는, 이미 발굴된 유적들을 훼손으로부터 보호하고, 추가적인 전문적 발굴을 진행하며, 현지인들의 교육을 통하여 유적의 중요성을 알리는 것이 있는데, 가장 중요한 목표는 튀르키예 내의 여론을 통해 유네스코 세계 문화 유산에 등재시키는 것이다.
2018년, 클라우스 슈미트의 아내가 유적을 발굴할 때, 유적들이 콘크리트와 중장비들의 진입으로 인하여 심각하게 파괴되었다고 폭로하여 논란이 되었는데, 튀르키예 정부는 이에 대해 근거없는 주장이라 하며 일축하였다.